# André Jardine
André Soares Jardine (Porto Alegre, Río Grande del Sur, Brasil, 8 de septiembre de 1979) es un exfutbolista y entrenador brasileño de fútbol, actualmente dirige al Club América, de la Liga MX.

## Trayectoria
Jardine nació en Porto Alegre, Rio Grande do Sul. Después de representar las categorías juveniles de Grêmio comenzó a estudiar Ingeniería pero se graduó en Educación Física en la Universidad Federal de Río Grande del Sur.
En 2003 se incorporó al Internacional, siendo nombrado gerente de los menores de 10 años. Se hizo cargo de todas las categorías inferiores del club durante su estancia, siendo su último equipo el sub-20. El 24 de septiembre de 2013 regresó al Grêmio tras ser nombrado entrenador del equipo sub-17.
El 27 de julio de 2014 tras la destitución de Enderson Moreira, fue nombrado técnico interino estando a cargo de un partido (una derrota por 2-1 ante el Vitória ) antes del nombramiento de Luiz Felipe Scolari. Posteriormente, fue nombrado asistente, pero terminó el año como coordinador de los menores de 15 años después de tener altercados con Scolari.
En febrero de 2015 se mudó al São Paulo y fue nombrado al frente de las categorías menores de 20 años. Fue técnico interino en dos ocasiones (2016 y 2018) antes de ser nombrado asistente en marzo de 2018. El 11 de noviembre del mismo año fue nombrado entrenador interino hasta el final de la temporada en sustitución de Diego Aguirre.
El 25 de noviembre de 2018 fue definitivamente designado entrenador de Tricolor para la temporada 2019. Sin embargo el 14 de febrero fue destituido de su puesto, pero aun así permaneció en el club.
El 3 de abril de 2019 se hizo cargo de la Selección sub-20 de Brasil en reemplazo de Carlos Amadeu.
En febrero de 2022, se convirtió en entrenador del Atlético San Luis de México.No obstante, en junio de 2023, el Club América anunció su contratación.El 17 de diciembre de 2023, guio al equipo a su 14.º campeonato, convirtiéndolo en uno de los cinco entrenadores en la historia del club en ganar el trofeo de liga en su campaña de debut.El 15 de diciembre de 2024, ganó su tercer campeonato consecutivo, convirtiéndose así en el primer tricampeón del futbol mexicano en su formato actual.

## Estadísticas como entrenador
- Datos actualizados al último partido dirigido el 16 de agosto de 2025.

| Equipo                        | Div.                | Temporada           | Liga | Liga | Liga | Liga | Liga |    | Copa | Copa | Copa | Copa |   | Internacional | Internacional | Internacional | Internacional | Internacional |   | Otros | Otros | Otros | Otros |    | Totales     | Totales | Totales | Totales | Totales | Totales | Totales | Totales | Totales |
| Equipo                        | Div.                | Temporada           | PD   | G    | E    | P    | Pos. | PD | G    | E    | P    | PD   | G | E             | P             | Pos.          | PD            | G             | E | P     | PD    | G     | E     | P  | Rendimiento | GF      | GC      | Dif.    |         |         |         |         |         |
| ----------------------------- | ------------------- | ------------------- | ---- | ---- | ---- | ---- | ---- | -- | ---- | ---- | ---- | ---- | - | ------------- | ------------- | ------------- | ------------- | ------------- | - | ----- | ----- | ----- | ----- | -- | ----------- | ------- | ------- | ------- | ------- | ------- | ------- | ------- | ------- |
| São Paulo · Brasil            | 1.ª                 | 2016                | 2    | 1    | 0    | 1    | Int. | -  | -    | -    | -    | -    | - | -             | -             | -             | -             | -             | - | -     | 2     | 1     | 0     | 1  | 50%         | 3       | 3       | +0      |         |         |         |         |         |
| São Paulo · Brasil            | 1.ª                 | 2018                | 5    | 1    | 2    | 2    | 5.º  | -  | -    | -    | -    | -    | - | -             | -             | -             | -             | -             | - | -     | 5     | 1     | 2     | 2  | 33.33%      | 2       | 4       | -2      |         |         |         |         |         |
| São Paulo · Brasil            | 1.ª                 | 2019                | -    | -    | -    | -    | -    | 8  | 3    | 0    | 5    | 2    | 0 | 1             | 1             | 2ªF           | -             | -             | - | -     | 10    | 3     | 1     | 6  | 33.33%      | 9       | 10      | -1      |         |         |         |         |         |
| São Paulo · Brasil            | Total               | Total               | 7    | 2    | 2    | 3    | -    | 8  | 3    | 0    | 5    | 2    | 0 | 1             | 1             | -             | -             | -             | - | -     | 17    | 5     | 3     | 9  | 35.29%      | 14      | 17      | -3      |         |         |         |         |         |
| Atlético de San Luis · México | 1.ª                 | C-2022              | 17   | 7    | 4    | 6    | 1/4  | -  | -    | -    | -    | -    | - | -             | -             | -             | -             | -             | - | -     | 17    | 7     | 4     | 6  | 49.02%      | 27      | 25      | +2      |         |         |         |         |         |
| Atlético de San Luis · México | 1.ª                 | A-2022              | 17   | 4    | 6    | 7    | 13.º | -  | -    | -    | -    | -    | - | -             | -             | -             | -             | -             | - | -     | 17    | 4     | 6     | 7  | 35.29%      | 15      | 23      | -8      |         |         |         |         |         |
| Atlético de San Luis · México | 1.ª                 | C-2023              | 20   | 7    | 4    | 9    | 1/4  | -  | -    | -    | -    | -    | - | -             | -             | -             | -             | -             | - | -     | 20    | 7     | 4     | 9  | 41.67%      | 22      | 26      | -4      |         |         |         |         |         |
| Atlético de San Luis · México | Total               | Total               | 54   | 18   | 14   | 22   | -    | -  | -    | -    | -    | -    | - | -             | -             | -             | -             | -             | - | -     | 54    | 18    | 14    | 22 | 41.97%      | 64      | 74      | -10     |         |         |         |         |         |
| América · México              | 1.ª                 | A-2023              | 23   | 15   | 6    | 2    | 1.º  | -  | -    | -    | -    | 4    | 2 | 1             | 1             | 1/8           | -             | -             | - | -     | 27    | 17    | 7     | 3  | 71.6%       | 58      | 25      | +33     |         |         |         |         |         |
| América · México              | 1.ª                 | C-2024              | 23   | 12   | 9    | 2    | 1.º  | -  | -    | -    | -    | 8    | 4 | 1             | 3             | 1/2           | -             | -             | - | -     | 31    | 16    | 10    | 5  | 62.36%      | 54      | 25      | +29     |         |         |         |         |         |
| América · México              | 1.ª                 | A-2024              | 24   | 12   | 6    | 6    | 1.º  | -  | -    | -    | -    | 3    | 2 | 1             | 0             | 1/4           | 1             | 1             | 0 | 0     | 28    | 15    | 7     | 6  | 61.9%       | 48      | 32      | +16     |         |         |         |         |         |
| América · México              | 1.ª                 | C-2025              | 21   | 11   | 5    | 5    | 2.º  | -  | -    | -    | -    | 4    | 1 | 1             | 2             | 1/4           | 1             | 0             | 0 | 1     | 26    | 12    | 6     | 8  | 53.84%      | 42      | 18      | +24     |         |         |         |         |         |
| América · México              | 1.ª                 | A-2025              | 5    | 3    | 2    | 0    | -    | -  | -    | -    | -    | 3    | 0 | 3             | 0             | FG            | 1             | 0             | 0 | 1     | 9     | 3     | 5     | 1  | 51.85%      | 16      | 13      | +3      |         |         |         |         |         |
| América · México              | Total               | Total               | 96   | 53   | 28   | 15   | -    | -  | -    | -    | -    | 22   | 9 | 7             | 6             | -             | 3             | 1             | 0 | 2     | 121   | 63    | 35    | 23 | 61.71%      | 218     | 114     | +104    |         |         |         |         |         |
| Total en su carrera           | Total en su carrera | Total en su carrera | 157  | 73   | 44   | 40   | -    | 8  | 3    | 0    | 5    | 24   | 9 | 8             | 7             | -             | 3             | 1             | 0 | 2     | 192   | 86    | 52    | 54 | 53.82%      | 296     | 205     | +91     |         |         |         |         |         |
| 1. 2. 3. 4.                   |                     |                     |      |      |      |      |      |    |      |      |      |      |   |               |               |               |               |               |   |       |       |       |       |    |             |         |         |         |         |         |         |         |         |

### Resumen estadístico
| Competición                          | Partidos | Ganados | Empatados | Perdidos | %      | Resultado        |
| ------------------------------------ | -------- | ------- | --------- | -------- | ------ | ---------------- |
| Brasileirão                          | 7        | 2       | 2         | 3        | 38.09% | 5.º lugar        |
| Paulistão                            | 8        | 3       | 0         | 5        | 37.5%  | Primera fase     |
| Liga MX                              | 150      | 71      | 42        | 37       | 56.66% | Campeón          |
| Campeón de Campeones                 | 1        | 0       | 0         | 1        | 0%     | Campeón          |
| Supercopa de la Liga MX              | 1        | 1       | 0         | 0        | 100%   | Campeón          |
| Copa Libertadores                    | 2        | 0       | 1         | 1        | 16.67% | Segunda fase     |
| Liga de Campeones de la Concacaf     | 12       | 5       | 2         | 5        | 47.23% | Semifinales      |
| Leagues Cup                          | 10       | 4       | 5         | 1        | 56.67% | Cuartos de final |
| Play-Offs Concacaf Mundial de Clubes | 1        | 0       | 0         | 1        | 0%     | No clasificó     |
| TOTAL                                | 192      | 86      | 52        | 54       | 53.82% | 5 Títulos        |

## Palmarés como entrenador

### Títulos nacionales
| Título                  | Club    | País   | Año     |
| ----------------------- | ------- | ------ | ------- |
| Liga MX                 | América | México | A-2023  |
| Liga MX                 | América | México | C-2024  |
| Campeón de Campeones    | América | México | 2023-24 |
| Supercopa de la Liga MX | América | México | 2024    |
| Liga MX                 | América | México | A-2024  |

### Torneos internacionales
| Título           | Equipo                     | Sede  | Año  |
| ---------------- | -------------------------- | ----- | ---- |
| Juegos Olímpicos | Selección sub-23 de Brasil | Tokio | 2020 |

### Distinciones individuales
| Distinción                                   | Año     |
| -------------------------------------------- | ------- |
| Mejor director técnico del año de la Liga MX | 2023-24 |
| Mejor director técnico del año de la Liga MX | 2024-25 |